# 三宅高貞
三宅 高貞（みやけ たかさだ）は、戦国時代の武将。広瀬三宅氏当主。三河国加茂郡の東広瀬城主。

## 生涯
室町時代の後期に、現在の豊田市北西部に割拠した三宅氏の惣領家である広瀬三宅氏の三宅高信（右衛門尉）の長男として生まれた。
その主家であった衣（挙母）の中条氏は勢力が衰微していたため、高貞は半ば独立した戦国の土豪として、一族の存亡をかけて戦いに明け暮れていた。
当時、三河加茂郡は、今川・松平・織田の各勢力の接点となっており、いづれかの配下に従わざるをえない状況にあった。
天文2年（1533年）、高貞は高橋荘の諸氏と連合し、岡崎城の松平清康を井田野の戦いなどで攻めたが敗れた。
天文4年（1535年）、松平清康が没し、今川義元の勢力が強まると従ったが、後に尾張の織田信秀の勢力が三河加茂郡に及ぶと、寺部城主の鈴木氏と共に今川方を離れて織田方に付いた。
天文12年（1543年）、三河国加茂郡に接していた美濃国恵那郡の明知城は遠山景行が城主となったが、その前後に高貞は娘を嫁がせている。
弘治元年（1555年）9月には、順調かに見えた今川義元の三河経略も、遠山景行と美濃岩村城主の遠山景前の支援を受けた足助鈴木氏が蜂起し、これに高貞が同調した他、大給松平氏の松平親乗も今川義元に叛旗を翻した。
これに対して今川義元は同月中に遠江衆を動員して松平親乗の討伐に向かわせたが敗退した。
永禄元年（1558年）、今川義元は、松平元康（徳川家康）に、西広瀬城・挙母城・寺部城を攻めさせた。
5月22日に、寺部城の鈴木氏が元康に攻められたので、高貞は援軍を率いて出陣した。
永禄3年（1560年）5月19日、桶狭間の戦いで今川義元が討死すると、高貞は織田信長方に寝返った。
元康は岡崎城に帰り西三河平定の戦いを進めた。
高貞は、同年の古鼠坂（仏楚坂）の戦いで元康に敗れ、東広瀬城は落城し降伏した。この戦いで養嗣子の三宅高清が討死し、高貞は元康に臣従することとなった。
天正元年（1573年）11月15日に没した。法名は、廣久院殿境翁大仙居士。